# Панков, Павел Вадимович
Павел Вадимович Панков (род. 14 августа 1995, Москва) — российский волейболист, связующий московского «Динамо», заслуженный мастер спорта России (2021).

## Биография
Павел Панков представляет знаменитую волейбольную семью, являясь сыном олимпийской чемпионки 1988 года в Сеуле Марины Панковой (Никулиной) и заслуженного тренера России, наставника «Заречья-Одинцово» Вадима Анатольевича Панкова. Старшая сестра Павла Екатерина — связующая, чемпионка Европы 2013 и 2015 годов.
«Мы сначала вообще не думали, что он будет играть в волейбол, ростом был невысоким и папа отдал его в футбол, а потом очень быстро начал расти и вытянулся. Конечно, вопросов не оставалось чем ему заниматься», — рассказывала Екатерина о начале спортивной биографии своего брата. В восьмилетнем возрасте Павел перешёл из футбольной секции московского «Спартака», в которой тренировался три года, в волейбольную СДЮСШОР № 21. По совету родных и директора Бауманской спортивной школы Владимира Александровича Базаева стал связующим, продолжив семейную традицию.
В сезоне-2010/11 Павел Панков начал выступать в первой лиге чемпионата России за «Динамо-Олимп» (третью команду клубной системы московского «Динамо»), весной 2011 года получил вызов от Владимира Кондры в юношескую сборную. На чемпионате Европы в Анкаре российские волейболисты завоевали бронзовые медали, а 15-летний Павел, будучи на два года моложе своих товарищей по сборной и вообще являясь самым юным участником первенства, заработал приз лучшему связующему турнира. В августе того же года участвовал на юниорском чемпионате мира в Аргентине, где российская команда выступила неудачно, заняв 13-е место.
С осени 2011 года играл за «Динамо»-2 в высшей лиге «А», а в конце сезона дебютировал в Суперлиге — 17 апреля 2012 года Юрий Чередник выпустил 16-летнего пасующего на подачу в третьей партии третьего финального матча чемпионата России против казанского «Зенита».
В сезоне-2012/13 Панков выступал в составе команды «Динамо-Олимп» и выиграл с ней чемпионат Молодёжной лиги. 17 марта 2013 года в Новом Уренгое в заключительном матче турнира против хозяев, определявшем судьбу золотых и серебряных наград, он показал выдающуюся для связующего результативность, набрав за три партии 20 очков — 10 в атаке, 2 на блоке и 8 с подачи, и был признан самым ценным игроком (MVP) финала Молодёжной лиги.
В 2012—2013 годах Павел Панков в составе юношеской сборной под руководством Александра Карикова стал победителем всех международных соревнований, в которых она участвовала — чемпионата Восточно-Европейской зональной ассоциации в Эстонии, чемпионата Европы в Сербии и Боснии, турнира памяти Юрия Чеснокова в Анапе, чемпионата мира в Мексике и Европейского юношеского олимпийского фестиваля в Утрехте, собрав также внушительную коллекцию индивидуальных наград. На юниорском первенстве планеты Павел получил главный приз — самому ценному игроку, произведя впечатление на организаторов не только виртуозными передачами, но также мощной подачей и атакующим ударом. В 9 поединках чемпионата он заработал 69 очков, став третьим в российской команде по результативности после диагонального Виктора Полетаева и доигровщика Дмитрия Волкова. Один из матчей группового этапа Панков сам отыграл на позиции диагонального и реализовал 69 % атак.
В том же 2013 году Павел Панков наряду с другими звёздами юниорской сборной (Виктором Полетаевым, Александром Гончаровым и Романом Жосем) усилил состав молодёжной сборной, и на чемпионате мира U21 в Турции под руководством Михаила Николаева российские волейболисты выиграли золото, разгромив в финальном матче сборную Бразилии. Спустя год Сергей Шляпников привёл молодёжную команду к победе на чемпионате Европы, а капитан золотой сборной Павел Панков был награждён призами MVP и лучшему связующему.
Клубный сезон-2013/14 он начинал в команде «Динамо-Олимп» в высшей лиге «Б», а в феврале на правах аренды перешёл в «Газпром-Югру» из Сургута, где заменил в стартовой шестёрке травмированного Сергея Антипкина. С осени 2014 года играл за основной состав московского «Динамо».
В июле 2015 года Павел Панков в составе студенческой сборной России стал чемпионом Универсиады в Кванджу, а в августе выиграл золото на чемпионате мира U23 в Дубае. В финальном матче этого турнира Павел заработал для команды последнее очко эффектной скидкой двумя руками. Спустя три недели он в качестве капитана молодёжной сборной России одержал победу и завоевал приз MVP на чемпионате мира U21 в Мексике, став четырёхкратным чемпионом мировых первенств для сборных резерва.
В сезоне-2016/17 Павел Панков выступал за кемеровский «Кузбасс», где составил пару связующих с опытным Сергеем Макаровым и получил большую игровую практику, а в межсезонье перешёл в «Зенит» из Санкт-Петербурга. 3 июня 2017 года в Казани дебютировал в составе национальной сборной России в матче Мировой лиги против команды Франции.
В сезоне-2017/18 вместе с петербургским «Зенитом» выиграл серебро чемпионата России и к тому же стал самым результативным игроком Суперлиги среди связующих, а по количеству эйсов (74) уступил только Вильфредо Леону. Панков вновь вошёл в заявку сборной России, но не провёл в Лиге наций ни одного матча из-за травмы плеча. В июне 2019 года вернулся в московское «Динамо», осенью того же года выбран капитаном команды. В составе «Динамо» в 2021—2022 годах становился победителем и самым ценным игроком финалов двух чемпионатов России, Кубка страны (2020) и Кубка Европейской конфедерации волейбола (2020/21). В сезоне-2022/23 выиграл серебряную медаль чемпионата России, став лучшим подающим Суперлиги (71 эйс в 38 матчах).
В 2021 году вернулся в состав российской сборной и стал серебряным призёром Олимпийских игр в Токио.

## Достижения

### Со сборными
- Серебряный призёр Олимпийских игр (2020).
- Бронзовый призёр чемпионата Европы среди юношей (2011).
- Победитель чемпионата EEVZA среди юношей (2012).
- Чемпион Европы среди юношей (2013).
- Победитель II Международного турнира памяти Юрия Чеснокова (2013).
- Чемпион мира среди юношей (2013).
- Победитель XII Европейского юношеского олимпийского фестиваля (2013).
- Чемпион мира среди молодёжных команд (2013, 2015).
- Чемпион Европы среди молодёжных команд (2014).
- Чемпион Универсиады (2015), бронзовый призёр Универсиады (2019).
- Чемпион мира среди старших молодёжных команд (2015), серебряный призёр чемпионата мира среди старших молодёжных команд (2017).
- Бронзовый призёр всероссийской Спартакиады (2022) в составе сборной Москвы.

### В клубной карьере
- Чемпион России (2020/21, 2021/22), серебряный (2011/12, 2015/16, 2017/18, 2022/23, 2023/24) и бронзовый (2014/15) призёр чемпионата России.
- Победитель (2020, 2024), серебряный (2018, 2021, 2023, 2025) и бронзовый (2015) призёр Кубка России.
- Обладатель Суперкубка России (2021, 2022).
- Обладатель Кубка Европейской конфедерации волейбола (2014/15, 2020/21).
- Чемпион Молодёжной лиги (2012/13).
- Бронзовый призёр Кубка Молодёжной лиги (2013).

### Индивидуальные призы
- Лучший связующий чемпионатов Европы среди юношей (2011, 2013).
- MVP чемпионата мира среди юношей (2013).
- Лучший подающий Европейского юношеского олимпийского фестиваля (2013).
- MVP и лучший связующий молодёжного чемпионата Европы (2014).
- MVP молодёжного чемпионата мира (2015).
- MVP «Финала четырёх» Кубка России (2020).
- MVP финала Кубка Европейской конфедерации волейбола (2021).
- MVP «Финала шести» чемпионата России (2021, 2022).
- Лучший связующий чемпионата России (2020/21).
- Лучший связующий «Финала четырёх» Кубка России (2021).
- Лучший связующий «Финала шести» чемпионата России (2022).

## Личная жизнь
10 июня 2017 года Павел Панков женился на волейболистке «Заречья-Одинцово» Алине Ярошик. У них две дочери — Майя (род. 2019) и Кира (род. 2020).

## Награды
- Медаль ордена «За заслуги перед Отечеством» I степени (11 августа 2021 года) — за большой вклад в развитие отечественного спорта, высокие спортивные достижения, волю к победе, стойкость и целеустремленность, проявленные на Играх XXXII Олимпиады 2020 года в городе Токио (Япония)[22].